# Campanha de Appomattox
A Campanha de Appomattox foi uma série de batalhas travadas entre 29 de março e 9 de abril de 1865 no estado sulista da Virgínia, que culminou com a rendição dos exércitos confederados sob comando do general Robert E. Lee. Esta campanha marcou em efetivo o fim da Guerra Civil Americana.
Após a conclusão da campanha em Richmond e em Petersburg (vencida pelas forças do Norte), o exército do general Lee estava exausto e havia drasticamente encolhido (devido as perdas em combate, doenças e as deserções) após semanas de luta em trincheiras no meio do inverno. Na batalha de Five Forks em 1 de abril, o exército da União, comandado pelo tenente-general Ulysses S. Grant, tomou as últimas grandes linhas ferroviárias ainda em controle das forças sulistas em Petersburg. Grant ordenou então um ataque final contra as fortificações inimigas na região. No dia seguinte, o exército nortista conseguiu quebrar as defesas confederadas na Terceira batalha de Petersburg, o que obrigou Lee a ordenar uma evacuação de suas forças da área e também da capital confederada de Richmond, na virada da noite do dia 2 para o dia 3 de abril de 1865.
Lee esperava recuar o mais rápido possível e juntar suas tropas com as forças confederadas estacionadas na Carolina do Norte, mas o exército do general Grant manteve uma perseguição implacável. No dia 6 de abril, o exército do general Lee sofreu outra derrota na  Batalha de Sayler's Creek, mas eles ainda assim tentaram continuar com a retirada para o oeste a fim de escapar do inimigo. Por fim, em tremenda inferioridade numérica, as forças confederadas (exauridas e sofrendo com a falta de suprimentos) acabaram sendo praticamente encurraladas. Frente a essa situação, o general Lee e seus homens finalmente decidem se render ao Norte, no prédio de Appomattox Court House, em 9 de abril de 1865.